# Франц Антон фон Щархемберг
Франц Волфганг Антон Йозеф Евстах фон Щархемберг (на немски: Franz Wolfgang Anton Joseph Eustach Graf von Starhemberg; * 30 юли 1691, Виена; † 9 май 1743, Прага) е граф на Щархемберг.

## Произход
Той е син на граф Гундакер Томас фон Щархемберг (1663 – 1745) и съпругата му графиня Беатрикс Франциска фон Даун (1665 – 1701), сестра на фелдмаршал Вирих Филип фон Даун (1669 – 1741), дъщеря на фелдмаршал граф Вилхелм Йохан Антон фон Даун (1621 – 1706) и графиня Анна Мария Магдалена фон Алтхан (1635 – 1712).
Щархембергите са от 1643 г. имперски графове и от 1765 г. имперски князе.

## Фамилия
Франц Антон фон Щархемберг се жени на 25 ноември 1714 г. във Виена за графиня Мария Антония Терезия Розалия Моника фон Щархемберг (* 5 май 1692, Виена; † 27 декември 1742, Виена), дъщеря на фелдмаршал граф Ернст Рюдигер фон Щархемберг (1637 – 1701) и графиня Мария Йозефа Йоргер цу Толет (1668 – 1746). Те имат шест деца:
- Мария Йозефа фон Щархемберг (* 21 октомври 1715; † 2 март 1717, Виена)
- Мария Ернестина Франциска Ксаверия Евстахия фон Щархемберг (* 10 октомври 1717, Виена; † 6 септември 1749, Порлиц), омъжена на 6 май 1736 г. в Св. Стефан Виена за 1. княз Венцел Антон фон Кауниц (* 2 февруари 1711, Виена; † 27 юни 1794, Виена), австрийски външен министър и канцлер
- Ото Гундакер Франц Ксавер фон Щархемберг (* 14 октомври 1720; † 4 август 1760, Потендорф), женен на 17 януари 1746 г. за графиня Мария Алойзия Роза Бройнер цу Ашпарн (* 14 май 1724; † 12 май 1794, Виена)
- Франц Ксавер Иноценц фон Щархемберг (* 26/30 април 1722; † 11 юни 1743, Рим)
- Йозеф Франц Ксавер Юдас Тадеус фон Щархемберг (* 15 юни 1724; † 30 декември 1774), женен 1754 г. за графиня Ева Кароли де Наги-Кароли (* 5 ноемвери 1730, Олкава; † 6 септември 1799, Виена)
- Мария Анна фон Щархемберг (* 19 януари 1728; † 1732)